# Pseudoanthidium
Pseudoanthidium is een geslacht van vliesvleugelige insecten uit de familie Megachilidae. Het geslacht werd voor het eerst wetenschappelijk beschreven in 1898 door Friese.

## Soorten
- P. acutum Pasteels, 1984
- P. alpinum (Morawitz, 1874)
- P. arenosum (Warncke, 1982)
- P. beaumonti (Benoist, 1950)
- P. bicoloripenne (Pasteels, 1981)
- P. brachiatum Michener & Griswold, 1994
- P. bytinskii (Mavromoustakis, 1948)
- P. campulodonta (Wu, 1990)
- P. canariense (Mavromoustakis, 1954)
- P. circinatum (Wu, 2004) [1] Bathanthidium (Stenanthidiellum) circinatum Wu, 2004[2]
- P. cribratum (Morawitz, 1875)
- P. damaraense (Mavromoustakis, 1936)
- P. deesense (Mavromoustakis, 1948)
- P. enslini (Alfken, 1928)
- P. eximium (Giraud, 1863)
- P. guichardi (Pasteels, 1980)
- P. ivanovi (Mavromoustakis, 1954)
- P. katbergense (Mavromoustakis, 1940)
- P. lanificum (Smith, 1879)
- P. latitarse Pasteels, 1984
- P. livingstonei (Cockerell, 1936)
- P. melanurum (Klug, 1832)
- P. micronitens Pasteels, 1981
- P. obscuratum (Morawitz, 1875)
- P. ochrognathum (Alfken, 1932)
- P. orientale (Bingham, 1897)
- P. petechiale (Morawitz, 1875)

- P. pictipes (Morawitz, 1894)
- P. puncticolle (Morawitz, 1888)
- P. reticulatum (Mocsáry, 1884)
- P. rhombiferum (Friese, 1917)
- P. rotundiventre (Pasteels, 1987)
- P. scapulare (Latreille, 1809)
- P. soliferum (Cockerell, 1911)
- P. tenellum (Mocsáry, 1881)
- P. tertium (Pasteels, 1984)
- P. truncatum (Smith, 1854)
- P. tuberculiferum (Brauns, 1905)
- P. variabile (Pasteels, 1980)
- P. wahrmanicum (Mavromoustakis, 1953)